# Szkoła bracka
Szkoły brackie – szkoły, działające w Rzeczypospolitej w XVI-XVIII wieku, utrzymywane przez prawosławne bractwa cerkiewne.
Ich zadaniem było kształcenie prawosławnych elit oraz ograniczanie wpływu szkół rzymskokatolickich i protestanckich.

## Historia
Pierwszą szkołę bracką założono w 1584 w Wilnie, na mocy przywileju króla Stefana Batorego zezwalającego na prowadzenie szkoły, w której uczono by języka ruskiego, greki, łaciny i polskiego. Wkrótce w Wilnie powstały dwie szkoły elementarne i pierwsze prawosławne gimnazjum o profilu humanistycznym. Na wzór szkół wileńskich zaczęły powstawać inne szkoły brackie. W 1585 r. przywilej Batorego został rozciągnięty na wszystkich wyznawców prawosławia, którym pozwolono zakładać szkoły i szpitale. Drugą szkołę bracką założyło lwowskie Bractwo Uspieńskie w 1586, które otrzymało specjalny przywilej od patriarchy antiocheńskiego Joachima. Ważną rolę odegrała też szkoła w Brześciu założona przez mieszczan-ktitorów cerkwi św. Mikołaja w 1590 r. Dzięki staraniom ówczesnego kasztelana brzeskiego Adama Pocieja powstało bractwo cerkiewne, które przejęło opiekę nad szkołą.
Za ich przykładem poszły bractwa w kolejnych miastach: Przemyśl (1592), Halicz, Gródek Jagielloński, Rohatyn, Stryj, Mikołajów, Komarno, Jarosław, Chełm, Krasnystaw, Zamość (1606), Lublin, Bielsk Podlaski, Brześć, Włodawa, Pińsk, Kijów (1615), Stratyn, Winnica, Niemirów, Kamieniec Podolski, Międzybóż, Łuck (1620), Włodzimierz, Dubno, Krzemieniec, jak również w miastach na terenie obecnej Białorusi.
W I połowie XVII wieku zaczęto tworzyć szkoły brackie również na wsi.
Najważniejszymi i najlepszymi szkołami brackimi były lwowska i kijowska.
Początkowo wykładano w języku ruskim, drugim językiem była greka (szkoły brackie nazywano czasem greckimi), później stopniowo upodabniały się organizacją i systemem nauczania do szkół jezuickich.

## Literatura
- Енциклопедія українознавства, Lwów 1993, t. 1, s. 174-175.
- Natalia Jakowenko, Historia Ukrainy do 1795 roku, Warszawa 2011, Wydawnictwo Naukowe PWN, ISBN 978-83-01-16763-9